# 连麦镇
连麦镇，是中华人民共和国广东省肇庆市怀集县下辖的一个乡镇级行政单位。

## 行政区划
连麦镇下辖以下地区：
连麦社区、莲社村、仓社村、王华村、长岗村、大庙村、万坪村、步岗村、文岗村、增石村、四乌村、福鹿村、上凤村、石坑村和下坑村。